# Gymnopternus anarmostus
Gymnopternus anarmostus är en tvåvingeart som först beskrevs av Axel Leonard Melander 1900.  Gymnopternus anarmostus ingår i släktet Gymnopternus och familjen styltflugor.
Artens utbredningsområde är Illinois. Inga underarter finns listade i Catalogue of Life.